# UFC on Fox: Lawler vs. dos Anjos
UFC on Fox: Lawler vs. dos Anjos (también conocido como UFC on Fox 26) es un evento de artes marciales mixtas celebrado por Ultimate Fighting Championship el 16 de diciembre de 2017 en el Bell MTS Place, en Winnipeg, Canadá.

## Historia
El evento será el segundo en el que la promoción se llevará a cabo en Winnipeg, siguiendo a UFC 161 en junio de 2013.
Se espera que el evento sea encabezado por una pelea de peso wélter entre el excampeón de peso wélter de UFC Robbie Lawler y el excampeón de peso ligero de UFC Rafael dos Anjos. El 13 de octubre, el presidente de UFC Dana White anunció que el ganador del evento principal recibirá una oportunidad por el título contra el actual campeón Tyron Woodley, quien ganó el cinturón al derrotar a Lawler por nocaut en la primera ronda en el UFC 201.
Una pelea de peso semipesado entre Antônio Rogério Nogueira y Jared Cannonier, brevemente vinculada a UFC Fight Night: Poirier vs. Pettis, estaba programada para este evento. Sin embargo, el 19 de octubre, se anunció que Nogueira fue retirado de la tarjeta después de ser notificado por la USADA de una potencial violación de dopaje, que resultó de una muestra fuera de competencia recogida el 27 de septiembre. La violación se debió a una prueba positiva para hidroclorotiazida. Fue reemplazado por Jan Błachowicz.
Se esperaba una pelea entre el exretador del Campeonato Peso semipesado de UFC Glover Teixeira y Misha Cirkunov en UFC Fight Night: Brunson vs. Machida en la categoría de peso semipesado, pero se trasladó a este evento después de una lesión reciente en la mano de Teixeira que tardó en curar y requirió cirugía.
El excampeón de peso pluma de WEC y dos veces campeón de peso pluma de UFC, José Aldo, estaba programado para enfrentar al exretador al título Ricardo Lamas en una revancha en el coestelar. Los dos se vieron previamente en el UFC 169 en febrero de 2014, con Aldo defendiendo su título por decisión unánime. Sin embargo, Aldo fue removido de la pelea el 10 de noviembre a favor de una revancha contra el actual campeón Max Holloway dos semanas antes en el UFC 218 después de que el oponente programado de Holloway, el excampeón de peso ligero de UFC Frankie Edgar se retiró de esa pelea. Fue reemplazado por Josh Emmett.

## Premios extra
Cada peleador recibirá un bono de $50,000:
- Pelea de la Noche: Julian Marquez vs. Darren Stewart
- Actuación de la Noche: Nordine Taleb y Alessio Di Chirico